# Бесланеев, Хабала Жанхотович
Беслане́ев Хабала́ Жанхо́тович (кабард.-черк. Беслъэней Жанхъуэт и къуэ Хьэбалэ) (1886, Абаево, Терская область — 26 июля 1937, Нальчик) — советский государственный деятель Кабардино-Балкарии. Один из организаторов и руководителей борьбы горцев за Советскую власть на Северном Кавказе.

## Биография
Родился в 1886 году в селе Абаево (ныне Урожайное) Сунженского округа Терской области Российской империи.
Первоначальное образование получил в сельском медресе. После чего продолжил обучение в двуклассном училище.
В 1912 году имея соответствующее образование, работал переводчиком в Моздокском окружном суде.
В 1919 году, со статусом генерал-майора был избран министром внутренних дел исламского государства — Северо-Кавказский эмират, существовавшего с сентября 1919 года по март 1920 года.
В мае 1920 года был избран заведующим Отдела управления Исполнительного комитета Областного Совета Кабардинской автономной области, являясь одновременно членом ревтрибунала.
В 1927 году был избран председателем исполнительного комитета Мало-Кабардинского окружного совета.
В декабре 1929 года избран главным прокурором Кабардино-Балкарской автономной области.
В 1931 году  был назначен руководителем «Севкавснабсбыта».
В марте 1937 года был арестован по обвинению в участии в контрреволюционной деятельности и первоначальным приговором была ссылка в Казахстан, однако 26 июля того же года был расстрелян.
Реабилитирован 30 сентября 1992 года.

## Память
Именем Бесланеева названы улицы в родном селе — Урожайное, городах Нальчик, Терек, Баксан, а также в ряде других населённых пунктов республики.